# Australia en los Juegos Olímpicos de Garmisch-Partenkirchen 1936
Australia estuvo representada en los Juegos Olímpicos de Garmisch-Partenkirchen 1936 por un deportista masculino que compitió en patinaje de velocidad sobre hielo.
El equipo olímpico australiano no obtuvo ninguna medalla en estos Juegos.